# Маршево (Голеньовський повіт)
Маршево (пол. Marszewo, нім. Marsdorf) — село в Польщі, у гміні Ґоленюв Голеньовського повіту Західнопоморського воєводства.
Населення — 338 осіб (2011).
У 1975-1998 роках село належало до Щецинського воєводства.

## Демографія
Демографічна структура станом на 31 березня 2011 року:
|          | Загалом | Допрацездатний вік | Працездатний вік | Постпрацездатний вік |
| -------- | ------- | ------------------ | ---------------- | -------------------- |
| Чоловіки | 167     | 46                 | 112              | 9                    |
| Жінки    | 171     | 53                 | 98               | 20                   |
| Разом    | 338     | 99                 | 210              | 29                   |